# Esperándote
Esperándote es una telenovela mexicana de corte infantil, dirigida por Miguel Córcega que marca el debut como productor ejecutivo de Eugenio Cobo para la cadena Televisa, emitida por El Canal de las Estrellas entre el 7 de octubre de 1985 y el 16 de mayo de 1986. Fue protagonizada por Rebeca Rambal y José Elías Moreno, con la actuación protagónica infantil de la niña Nayelli Saldívar y la actuación antagónica de Patricia Reyes Spíndola.

## Argumento
Margarita y Pablo son un matrimonio joven que vive en una granja a las afueras de Taxco. Su matrimonio está en crisis, pues ambos quieren un hijo pero Margarita no puede tener hijos. Como la crisis los está llevando al borde del divorcio, deciden adoptar una niña. Así llega María Inés a sus vidas.
Gusanito como le llaman cariñosamente, es una dulce, tierna e inteligente niña huérfana quien por fin siente la dicha de conocer lo que es un verdadero hogar. Sin embargo, Margarita en un principio la despreciará pues ella no es su hija biológica sino sólo una adoptada. Aun así, Gusanito se gana el cariño de Pablo y de todos en la granja, como los peones Celso y Juancho. Con gran entusiasmo se dedica a ayudar en todo lo que pueda, y empieza a asistir a la escuela. Y Margarita se irá dando cuenta de lo mucho que vale la niña y que es la hija que siempre esperó, y la llegará a querer como si fuera propia.

## Elenco
- Rebeca Rambal - Margarita Moreno
- José Elías Moreno - Pablo Moreno
- Nayelli Saldívar - María Inés Moreno "Gusanito"/María Inés Noriega
- Jaime Lozano - Celso
- Salvador Sánchez - Juancho
- Diana Bracho - Isabel
- Antonio Medellín† - Federico Noriega
- Patricia Reyes Spíndola - Refugio
- Alonso Echánove - Eduardo
- Lucero Lander - Martha
- Gibrán - Francisco
- Patricia Panini - Ángela
- Carmen Rodríguez - Adriana
- Mariana Chaja - Anita
- César Adrián Sánchez - Alfonsito
- Lili Inclán† - Anciana
- Enrique Gilabert - Padre Simón
- Ligia Escalante - Sra. Miranda
- Laura Morty - Sra. Martínez
- Eduardo Castell - Sacristán
- Eugenio Cobo - Dr. Millán
- Humberto Vélez - Sr. Martínez

## Equipo de producción
- Original de: María Antonieta Saavedra
- Tema original: Gusanito
- Autora: Amparo Rubín
- Musicalización: Amparo Rubín
- Arreglos musicales: Ulises Goñi
- Escenografía: Javier Terrazas
- Ambientación: Eneida Rojas
- Diseñadora de vestuario: Marisa Suárez
- Jefe de producción: Rossana Ruiz
- Dirección de cámaras: Manuel Ruiz Esparza
- Dirección de escena: Miguel Córcega
- Productor: Eugenio Cobo

## Banda sonora
Lado A
1. Gusanito
2. Margarita
3. Isabel
4. Gusanito alegre
5. Pablo
6. Martha bossa nova
7. Refugio
8. Eduardo
9. Gusanito piano

Lado B
1. Isabel lánguida
2. Irene
3. Isabel romántica
4. Gusanito triste
5. Margarita bossa nova
6. Federico
7. Margarita triste
8. Juancho

- Temas compuestos por Amparo Rubín
- Arreglos y dirección: Ulises Goñi
- Producción musical: Amparo Rubín

## Premios y reconocimientos

### Premios TVyNovelas 1986
| Categoría                 | Nominado(a)      | Resultado |
| ------------------------- | ---------------- | --------- |
| Mejor telenovela          | Eugenio Cobo     | Nominada  |
| Mejor actriz infantil     | Nayelli Saldívar | Ganadora  |
| Mejor dirección de escena | Miguel Córcega   | Nominado  |